# Matvej Izrailevič Volodarskij
Matvej Izrailevič Volodarskij (Bila Cerkva, 30 giugno 1908 – Mosca, 1991) è stato un regista sovietico.

## Filmografia parziale

### Regista
- My zdes' živёv (1956)
- Bessmertnaja pesnja (1957)